# 埃爾默鎮區 (明尼蘇達州聖路易斯縣)
埃爾默鎮區（英語：Elmer Township）是位於美國明尼蘇達州聖路易斯縣的一個行政鎮區。

## 地方資料
埃爾默鎮區的面積為105.46平方千米，當中陸地面積為105.26平方千米，而水域面積為0.16平方千米。根據2020年美國人口普查的數據，當地共有人口132人，而人口密度為每平方千米1.25人。